# V8 (DNRT)
De V8 is een Nederlandse amateurraceklasse. De klasse wordt georganiseerd door de DNRT. De klasse is bedoeld voor ervaren, minstens 30 jaar oude DNRT-coureurs. Omdat de auto door zijn 6 Liter V8 een enorm verbruik heeft en slecht is voor het milieu, heeft de DNRT een programma opgezet om op termijn op biobrandstof te gaan rijden. Deze klasse bestaat sinds 2008 en is de Nederlandse versie van de Belgische Camso V8-klasse. De auto maakte zijn racedebuut tijdens de 4 uur van Assen 2008 (deel van de Dutch Winter Endurance Series) Huub Vermeulen en Frits Hessing reden de auto naar een derde plek.

## De auto
De auto is een uit de NASCAR afgeleide 'Late Model' stockcar. De auto is geïmporteerd uit de Verenigde Staten. De auto heeft een Corvette LS2 6.0L V8. De motor levert een vermogen van 450Pk en een trekkracht van 550Nm. De auto is 5,5 meter lang, 2 meter breed en 1,20 hoog. Deze klasse rijdt in tegenstelling tot de andere DNRT-klassen niet op Toyo- maar op Hoosier-banden, net zoals de BRL V6.

## Kampioenen
| 2009 | Jan Evers en Frans Verschuur | Dukes Racing | 2008 | Jeroen van den Heuvel | VDH Racing Team |